# Lophoptera aequilinea
Lophoptera aequilinea är en fjärilsart som beskrevs av Walker 1864. Lophoptera aequilinea ingår i släktet Lophoptera och familjen nattflyn. Inga underarter finns listade i Catalogue of Life.